# Lucie Ronfaut-Hazard
Lucie Ronfaut-Hazard est une autrice et une journaliste indépendante.  
Spécialisée sur les nouvelles technologies et la culture web, elle écrit pour plusieurs médias, comme Libération, Le Monde et Numerama, après avoir fait partie de la rédaction du Figaro.  
Elle est la cocréatrice et coanimatrice de l'émission Internet Exploreuses pour le média Origami diffusée sur Twitch. 

## Biographie
Lucie Ronfaut-Hazard est une autrice et journaliste indépendante française. Elle écrit sur le numérique, son économie, les jeux vidéo, les réseaux sociaux et l'actualité liée à ces thèmes.
De 2013 à 2019, elle est journaliste à la rédaction du Figaro.
En 2017, Lucie Ronfaut-Hazard commence un travail qu’elle annonce sur twitter, de veille et d’information spécifique autour des technologies sur les menstruations et la santé féminine. Elle nomme ce domaine menstrutech,,, calqué sur le mot valise femtech. Elle veut « décorréler les menstruations de la féminité ».
En 2018, elle chronique également régulièrement dans la matinale en ligne Les Croissants. En 2020, elle contribue ponctuellement aux podcasts de Binge Audio, notamment au sein de Programme B, racontant par exemple l’effet du deuil, ou la naissance de la plateforme Skyblog,.
Elle est l'autrice de la newsletter #Règle30 éditée par Numerama.
En 2021, elle sort son premier roman, intitulé Les règles du jeu. Elle y parle des femmes de sa génération et du sexisme qui peut régner dans le monde de l'entreprenariat,,.
En 2022, elle publie Internet aussi, c'est la vraie vie !, illustré par la dessinatrice Mirion Malle, qui explore les idées reçues concernant les pratiques numériques des adolescents. Elle tente de décrypter et d'expliquer aux lecteurs les enjeux des industries numériques, des réseaux sociaux et des algorithmes,,,.

## Récompense
- 2021 : nomination au prix Hors-Concours des Lycéens pour Les règles du jeu[22].

## Publications
- Les règles du jeu, Montreuil, la Ville brûle, 2021, 227 p. (ISBN 978-2-36012-135-9)
- Internet aussi, c'est la vraie vie !, Montreuil, la Ville brûle, 2022, 70 p. (ISBN 978-2-36012-134-2)